# Целое число
Це́лые чи́сла — расширение множества натуральных чисел, получаемое добавлением к нему нуля и отрицательных чисел. Необходимость рассмотрения целых чисел продиктована невозможностью в общем случае вычесть из одного натурального числа другое — можно вычитать только меньшее число из большего. Введение нуля и отрицательных чисел делает вычитание такой же полноценной операцией, как сложение.
Вещественное число является целым, если его десятичное представление не содержит дробной части (но может содержать знак). Примеры вещественных чисел:
Числа 142857; 0; −273 являются целыми.
Числа 5½; 9,75; −12,07 не являются целыми.
Множество целых чисел обозначается {\displaystyle \mathbb {Z} } (от нем. Zahlen — «числа»). Изучением свойств целых чисел занимается раздел математики, называемый теорией чисел.

## Положительные и отрицательные числа
Согласно своему построению, множество целых чисел состоит из трёх частей:
1. Натуральные числа (или, что то же самое, целые положительные). Они возникают естественным образом при счёте (1, 2, 3, 4, 5…)[5].
2. Ноль — число, обозначаемое {\displaystyle 0}. Его определяющее свойство: {\displaystyle 0+n=n+0=n} для любого числа {\displaystyle n}.
3. Целые отрицательные числа.

Отрицательные числа при записи помечаются спереди знаком минус: {\displaystyle -1,-2,-3\dots } Для каждого целого числа {\displaystyle a} существует и единственно противоположное ему число, обозначаемое {\displaystyle -a} и обладающее тем свойством, что {\displaystyle a+(-a)=0.} Если {\displaystyle a} положительно, то противоположное ему отрицательно, и наоборот. Ноль противоположен самому себе.
Абсолютной величиной целого числа {\displaystyle a} называется это число с отброшенным знаком. Обозначение: {\displaystyle \left|a\right|.}
Примеры: {\displaystyle \left|4\right|=4;\ \left|-5\right|=5;\ \left|0\right|=0}

## Алгебраические свойства
Во множестве целых чисел определены три основные арифметические операции: сложение, обратное к сложению вычитание и умножение. Имеется также важная операция, специфическая для натуральных и целых чисел: деление с остатком. Наконец, для целых чисел определён порядок, позволяющий сравнивать числа друг с другом.

### Сложение и вычитание
Следующая таблица иллюстрирует основные свойства сложения для любых целых {\displaystyle a,b,c}:
| Свойство                             | Алгебраическая запись                                 |
| ------------------------------------ | ----------------------------------------------------- |
| Коммутативность (переместительность) | {\displaystyle a+b=b+a}                               |
| Ассоциативность (сочетательность)    | {\displaystyle a+\left(b+c\right)=\left(a+b\right)+c} |
| Свойство нуля                        | {\displaystyle a+0=a}                                 |
| Свойство противоположного элемента   | {\displaystyle a+\left(-a\right)=0}                   |

При сложении и вычитании целых чисел выполняются следующие правила знаков, которые следует учитывать при раскрытии скобок:
{\displaystyle -\left(-a\right)=a;\ -\left(a+b\right)=-a-b;\ -\left(a-b\right)=-a+b.}
Правила сложения целых чисел.
1. При сложении целых чисел с одинаковыми знаками надо сложить их абсолютные величины и приписать ей знак слагаемых. Пример; {\displaystyle -14+\left(-28\right)=-42}.
2. При сложении целых чисел с разными знаками надо сравнить их абсолютные величины, из большей вычесть меньшую и приписать результату знак того слагаемого, у которого абсолютная величина больше. Примеры: {\displaystyle -4+9=9-4=5;\ -9+4=-\left(9-4\right)=-5}.
3. Вычитание {\displaystyle a-b} для целых чисел всегда выполнимо, и результат можно найти как {\displaystyle a+\left(-b\right).} Пример: {\displaystyle 26-51=26+\left(-51\right)=-25}.
4. Геометрически сложение можно наглядно представить как смещение числа вдоль числовой оси (см. рисунок в начале статьи), причём прибавление положительного числа вызывает смещение направо, а отрицательного — налево. Например, для числа {\displaystyle -3} прибавление к нему {\displaystyle 4} означает смещение его вправо на 4 единицы; наглядно видно, что получается {\displaystyle +1}. Аналогично {\displaystyle -3+\left(-4\right)}, смещая {\displaystyle -3} влево на 4 единицы, получим в результате {\displaystyle -7}.
5. Вычитание можно наглядно представить аналогично, но в этом случае, наоборот, вычитание положительного числа вызывает смещение влево, а отрицательного — вправо. Например, {\displaystyle 5-7} смещает {\displaystyle 5} на 7 единиц к числу {\displaystyle -2}, а {\displaystyle 5-\left(-7\right)} смещает его вправо к числу {\displaystyle 12}.

### Умножение и возведение в степень
Умножение чисел {\displaystyle a,b} далее обозначается {\displaystyle a\times b} или (только в случае буквенных обозначений) просто {\displaystyle ab}. Следующая таблица иллюстрирует основные свойства умножения для любых целых {\displaystyle a,b,c}:
| Свойство                                                               | Алгебраическая запись                                                         |
| ---------------------------------------------------------------------- | ----------------------------------------------------------------------------- |
| Коммутативность (переместительность)                                   | {\displaystyle a\times b=b\times a}                                           |
| Ассоциативность (сочетательность)                                      | {\displaystyle a\times \left(b\times c\right)=\left(a\times b\right)\times c} |
| Свойство единицы                                                       | {\displaystyle a\times 1=a}                                                   |
| Свойство нуля                                                          | {\displaystyle a\times 0=0}                                                   |
| Дистрибутивность (распределительность) умножения относительно сложения | {\displaystyle a\times \left(b+c\right)=a\times b+a\times c}                  |

При умножении целых чисел выполняются правила знаков, которые следует учитывать при раскрытии скобок:
{\displaystyle \left(-a\right)b=a\left(-b\right)=-ab;\ \left(-a\right)\left(-b\right)=ab}
Следствие: произведение чисел с одинаковыми знаками положительно, с разными — отрицательно.
Возведение в натуральную степень целых чисел определяется так же, как и для натуральных чисел:
{\displaystyle a^{n}=\underbrace {a\cdot a\cdot \ldots \cdot a} _{n}}
Свойства возведения в степень целых чисел такие же, как у натуральных:
{\displaystyle \left(ab\right)^{n}=a^{n}b^{n};\quad a^{m}a^{n}=a^{m+n};\quad \left(a^{m}\right)^{n}=a^{mn}}

#### Нулевая степень
В дополнение к этому определению, принято соглашение о нулевой степени: {\displaystyle a^{0}=1} для любого целого {\displaystyle a} кроме нуля. Основанием для такого соглашения служит желание сохранить приведённые выше свойства и для нулевого показателя степени: {\displaystyle a^{0}a^{n}=a^{0+n}=a^{n},} откуда ясно, что {\displaystyle a^{0}=1.}

### Упорядоченность
{\displaystyle \mathbb {Z} } — линейно упорядоченное множество. Порядок в нём задаётся соотношениями:
{\displaystyle \dots -2<-1<0<1<2<\dots }
Целое число положительно, если оно больше нуля, отрицательно, если меньше нуля. Положительными целыми числами являются натуральные числа и только они. Отрицательные числа — это числа, противоположные положительным. Ноль не является ни положительным, ни отрицательным. Любое отрицательное число меньше любого положительного.
Для любых целых чисел {\displaystyle a,b,c,d} справедливы следующие соотношения.
1. Если {\displaystyle a<b}, то для любого {\displaystyle c} будет {\displaystyle a+c<b+c}.
2. Если {\displaystyle a<b} и {\displaystyle c<d}, то {\displaystyle a+c<b+d}.
3. Если {\displaystyle a<b} и {\displaystyle c>0}, то {\displaystyle ac<bc}.
4. Если {\displaystyle a<b} и {\displaystyle c<0}, то {\displaystyle ac>bc}.

Для сравнения двух отрицательных чисел существует правило: больше то число, у которого абсолютная величина меньше. Например, {\displaystyle -6<-5}.

### Делимость

#### Деление с остатком
Операция деления, вообще говоря, не определена на множестве целых чисел. Например, нельзя разделить {\displaystyle 3} на {\displaystyle 2} — нет такого целого числа, которое, умноженное на {\displaystyle 2}, даст {\displaystyle 3}. Но можно определить так называемое деление с остатком:
Для любых целых {\displaystyle a,b} (где {\displaystyle b\neq 0}) существует единственный набор целых чисел {\displaystyle q,r} такой, что {\displaystyle a=bq+r}, где {\displaystyle 0\leqslant r<\left|b\right|.}
Здесь a — делимое, b — делитель, q — (неполное) частное, r — остаток от деления (всегда неотрицателен). Если остаток равен нулю, говорят, что деление выполняется нацело.
Примеры:
- При делении с остатком положительного числа {\displaystyle a=78} на {\displaystyle b=33} получаем неполное частное {\displaystyle q=2} и остаток {\displaystyle r=12}. Проверка: {\displaystyle 78=33\times 2+12.}
- При делении с остатком отрицательного числа {\displaystyle a=-78} на {\displaystyle b=33} получаем неполное частное {\displaystyle q=-3} и остаток {\displaystyle r=21}. Проверка: {\displaystyle -78=33\times (-3)+21.}
- При делении с остатком числа {\displaystyle a=78} на {\displaystyle b=26} получаем частное {\displaystyle q=3} и остаток {\displaystyle r=0}, то есть деление выполняется нацело. Для быстрого выяснения, делится ли заданное число {\displaystyle a} на (небольшое) число {\displaystyle b}, существуют признаки делимости.

На операции деления с остатком основаны теория сравнений и алгоритм Евклида.

#### Деление нацело. Делители
Как определено выше, число {\displaystyle a} делится (нацело) на число {\displaystyle b}, если существует целое число {\displaystyle q} такое, что {\displaystyle a=bq}. Символическая запись: {\displaystyle b|a}. Существуют несколько равносильных словесных формулировок указанной делимости:
- {\displaystyle a} делится (нацело) на {\displaystyle b}.
- {\displaystyle b} является делителем {\displaystyle a} (или: {\displaystyle b} делит {\displaystyle a}).
- {\displaystyle a} кратно {\displaystyle b}.

Каждое целое число {\displaystyle n}, не равное нулю или {\displaystyle \pm 1}, имеет 4 тривиальных делителя: {\displaystyle 1,-1,n,-n}. Если других делителей нет, число называется простым.
Понятие наибольшего общего делителя двух целых чисел, разложение целого числа на простые множители и основная теорема арифметики для целых чисел практически совпадают (с возможным учётом знака) с аналогами этих понятий для натуральных чисел.

## Целые и вещественные числа
Существуют практические задачи, в которых необходимо округлить вещественное значение до целого, то есть заменить его на ближайшее (в ту или иную сторону) целое. Поскольку выполнять округление можно разными способами, для уточнения можно использовать «символы Айверсона»:
{\displaystyle \lfloor x\rfloor } — ближайшее к {\displaystyle x} целое в меньшую сторону (функция «пол», англ. floor, или «целая часть»). Традиционно используются также обозначение Гаусса {\displaystyle [x]} или обозначение Лежандра {\displaystyle E\left(x\right)}.
{\displaystyle \lceil x\rceil } — ближайшее к {\displaystyle x} целое в бо́льшую сторону (функция «потолок», англ. ceiling).
В зависимости от особенностей постановки задачи, могут встретиться и другие методы: округлить до ближайшего целого или отсечь дробную часть (последний вариант для отрицательных {\displaystyle x} отличается от функции «целая часть»).
Другой класс задач, связывающих целые и вещественные числа — приближение вещественного числа отношением целых, то есть рациональным числом. Доказано, что любое вещественное число можно с любой желаемой точностью приблизить рациональным, наилучшим инструментом для такого приближения служат непрерывные (цепные) дроби.

## История
Развитие математики началось с навыков практического счёта (один, два, три, четыре…), поэтому натуральные числа возникли ещё в доисторический период как идеализация конечного множества однородных, устойчивых и неделимых предметов (людей, овец, дней и т. п.). Сложение появилось как математическая модель таких важных событий, как объединение нескольких множеств (стад, мешков и т. д.) в одно, а вычитание отражало, наоборот, отделение части множества. Умножение для натуральных чисел появилось в качестве, так сказать, пакетного сложения: 3 × 4 означало сумму «3 раза по 4», то есть 4 + 4 + 4. Свойства и взаимосвязь операций открывались постепенно.
Начальным шагом на пути расширения натуральных чисел стало появление нуля; первыми этот символ стали применять, по-видимому, индийские математики. Вначале ноль применялся не как число, а как цифра при позиционной записи чисел, затем постепенно стал признаваться и как полноценное число, обозначающее отсутствие чего-либо (например, полное разорение торговца).
Отрицательные числа впервые стали использовать в древнем Китае и в Индии, где их рассматривали как математический образ «долга». Древний Египет, Вавилон и Древняя Греция не использовали отрицательных чисел, а если получались отрицательные корни уравнений (при вычитании), они отвергались как невозможные. Исключение составлял Диофант, который в III веке уже знал «правило знаков» и умел умножать отрицательные числа. Однако он рассматривал их лишь как промежуточный этап, полезный для вычисления окончательного, положительного результата. Полезность и законность отрицательных чисел утверждались постепенно. Индийский математик Брахмагупта (VII век) уже рассматривал их наравне с положительными.
В Европе признание наступило на тысячу лет позже, да и то долгое время отрицательные числа называли «ложными», «мнимыми» или «абсурдными». Первое описание их в европейской литературе появилось в «Книге абака» Леонарда Пизанского (1202 год), который также трактовал отрицательные числа как долг. Бомбелли и Жирар в своих трудах считали отрицательные числа вполне допустимыми и полезными, в частности, для обозначения нехватки чего-либо. Свободно использовали отрицательные числа Никола Шюке (1484 год) и Михаэль Штифель (1544).
В XVII веке, с появлением аналитической геометрии, отрицательные числа получили наглядное геометрическое представление на числовой оси. С этого момента наступает их полное равноправие. Легализация отрицательных чисел привела к многочисленным удобствам — например, перенос слагаемых уравнения в другую его часть стал возможен независимо от знака этого слагаемого (ранее, скажем, уравнения {\displaystyle x^{3}+ax=b} и {\displaystyle x^{3}=ax+b} считались принципиально различными).
Тем не менее теория отрицательных чисел долго находилась в стадии становления. Паскаль, например, считал, что {\displaystyle 0-4=0}, так как «ничто не может быть меньше, чем ничто». Оживлённо обсуждалась странная пропорция {\displaystyle 1:\left(-1\right)=\left(-1\right):1} — в ней первый член слева больше второго, а справа — наоборот, и получается, что большее равно меньшему («парадокс Арно»). Валлис считал, что отрицательные числа меньше нуля, но в то же время больше, чем бесконечность. Непонятно было также, какой смысл имеет умножение отрицательных чисел, и почему произведение отрицательных положительно; на эту тему проходили жаркие дискуссии. Отголоском тех времён является то обстоятельство, что в современной арифметике операция вычитания и знак отрицательных чисел обозначаются одним и тем же символом (минус), хотя алгебраически это совершенно разные понятия. Гаусс в 1831 году считал нужным разъяснить, что отрицательные числа принципиально имеют те же права, что и положительные, а то, что они применимы не ко всем вещам, ничего не означает, потому что дроби тоже применимы не ко всем вещам (например, неприменимы при счёте людей).
Полная и вполне строгая теория отрицательных чисел была создана только в XIX веке (Уильям Гамильтон и Герман Гюнтер Грассман).

## Применение

### В прикладных науках
Целые числа широко применяются при исследовании объектов, которые по своей природе или по особенностям постановки задачи неделимы (например, люди, суда, строения, иногда дни и т. п.). Отрицательные числа также могут найти применение в таких моделях — скажем, при планировании торговых сделок можно продажи обозначать положительными числами, а покупки — отрицательными. Пример из физики — квантовые числа, играющие фундаментальную роль в микромире; все они — целые (или полуцелые) числа со знаком.
Для решения возникающих при этом задач разработаны специальные математические методы, учитывающие специфику проблем. В частности, решение в целых числах алгебраических уравнений (разных степеней) рассматривает теория «диофантовых уравнений». Вопросы целочисленной оптимизации исследует целочисленное программирование.

### В информатике
Тип целое число — зачастую один из основных типов данных в языках программирования. Целые типы данных обычно реализуются как фиксированный набор битов, один из которых кодирует знак числа, а прочие — двоичные цифры. Современные компьютеры имеют богатый набор команд для арифметических операций с целыми числами.

## Место в общей алгебре
С точки зрения общей алгебры, {\displaystyle \mathbb {Z} } относительно сложения и умножения является бесконечным коммутативным кольцом с единицей, без делителей нуля (область целостности). Кольцо целых чисел является евклидовым (и, следовательно, факториальным) и нётеровым кольцом, но не является артиновым. Если расширить это кольцо, добавив к нему всевозможные дроби (см. поле частных), получится поле рациональных чисел ({\displaystyle \mathbb {Q} }); в нём уже выполнимо любое деление, кроме деления на ноль.
Относительно операции сложения {\displaystyle \mathbb {Z} } является абелевой группой, и, следовательно, также циклической группой, так как каждый ненулевой элемент {\displaystyle \mathbb {Z} } может быть записан в виде конечной суммы 1 + 1 + … + 1 или (−1) + (−1) + … + (−1). Фактически, {\displaystyle \mathbb {Z} } является единственной бесконечной циклической группой по сложению в силу того, что любая бесконечная циклическая группа изоморфна группе {\displaystyle (\mathbb {Z} ,+)}. Относительно умножения {\displaystyle \mathbb {Z} } не образует группу, поскольку во множестве целых чисел деление, вообще говоря, невозможно.
Множество целых чисел с обычным порядком является упорядоченным кольцом, но не является вполне упорядоченным, так как, например, среди отрицательных чисел нет наименьшего. Однако его можно сделать вполне упорядоченным, если определить нестандартное отношение «меньше или равно», которое обозначим {\displaystyle \preccurlyeq } и определим следующим образом:
{\displaystyle a\preccurlyeq b,} если либо {\displaystyle a=b,} либо {\displaystyle |a|<|b|,} либо {\displaystyle |a|=|b|} и {\displaystyle a<0<b.}
Тогда порядок целых чисел будет таким: {\displaystyle 0\preccurlyeq -1\preccurlyeq 1\preccurlyeq -2\preccurlyeq 2\dots } В частности, {\displaystyle -1} будет наименьшим отрицательным числом. {\displaystyle \mathbb {Z} } с новым порядком будет вполне упорядоченным множеством, но уже не будет упорядоченным кольцом, так как этот порядок не согласован с операциями кольца: например, из {\displaystyle 1\preccurlyeq -2}, прибавив слева и справа 1, получаем неверное неравенство {\displaystyle 2\preccurlyeq -1.}
Любое упорядоченное кольцо с единицей и без делителей нуля содержит одно и только одно подкольцо, изоморфное {\displaystyle \mathbb {Z} }.

## Логические основания
Расширение натуральных чисел до целых, как и любое другое расширение алгебраической структуры, ставит множество вопросов, основные из которых — как определить операции над новым типом чисел (например, как определить умножение отрицательных чисел), какие свойства они тогда будут иметь и (главный вопрос) допустимо ли такое расширение, не приведёт ли оно к неустранимым противоречиям. Для анализа подобных вопросов надо сформировать набор аксиом для целых чисел.

### Аксиоматика целых чисел
Проще всего определить аксиоматику множества целых чисел {\displaystyle \mathbb {Z} }, если опираться на уже построенное множество натуральных чисел {\displaystyle \mathbb {N} } (которое предполагается непротиворечивым, а свойства его — известными). Именно, определим {\displaystyle \mathbb {Z} } как минимальное кольцо, содержащее множество натуральных чисел. Более строго, аксиомы целых чисел следующие .
Z1: Для всяких целых чисел {\displaystyle a,b} определена их сумма {\displaystyle a+b}.
Z2: Сложение коммутативно: {\displaystyle a+b=b+a}. Для краткости оговорку «для всяких {\displaystyle a,b\dots }» далее, как правило, опускаем.
Z3: Сложение ассоциативно: {\displaystyle \left(a+b\right)+c=a+\left(b+c\right).}
Z4: Существует элемент 0 (ноль) такой, что {\displaystyle a+0=a}.
Z5: Для всякого целого числа {\displaystyle a} существует противоположный ему элемент {\displaystyle -a} такой, что {\displaystyle a+\left(-a\right)=0.}
Z6: Для всяких целых чисел {\displaystyle a,b} определено их произведение {\displaystyle ab}.
Z7: Умножение ассоциативно: {\displaystyle \left(ab\right)c=a\left(bc\right).}
Z8: Умножение связано со сложением распределительными (дистрибутивными) законами: {\displaystyle \left(a+b\right)c=ac+bc;\ c\left(a+b\right)=ca+cb.}
Z9: Множество целых чисел {\displaystyle \mathbb {Z} } содержит подмножество, изоморфное множеству натуральных чисел {\displaystyle \mathbb {N} }. Для простоты далее это подмножество обозначается той же буквой {\displaystyle \mathbb {N} }.
Z10 (аксиома минимальности): Пусть {\displaystyle M} — подмножество {\displaystyle \mathbb {Z} }, включающее {\displaystyle \mathbb {N} } и такое, что операция вычитания не выводит за пределы {\displaystyle M}. Тогда {\displaystyle M} совпадает со всем {\displaystyle \mathbb {Z} }.
Из этих аксиом вытекают как следствия все прочие свойства целых чисел, в том числе коммутативность умножения, упорядоченность, правила деления нацело и деления с остатком. Покажем, например, как вводится порядок целых чисел. Будем говорить, что {\displaystyle a<b}, если {\displaystyle b-a} есть натуральное число. Аксиомы порядка легко проверяются. Из определения сразу следует, что все натуральные числа больше нуля (положительны), а все противоположные им меньше нуля (отрицательны). Для натуральных чисел новый порядок совпадает со старым.
Приведённая аксиоматика целых чисел категорична, то есть любые её модели изоморфны как кольца.

### Непротиворечивость
Стандартный способ доказать непротиворечивость новой структуры — смоделировать (интерпретировать) её аксиомы с помощью объектов другой структуры, чья непротиворечивость сомнений не вызывает. В нашем случае мы должны реализовать эти аксиомы на базе пар натуральных чисел.
Рассмотрим всевозможные упорядоченные пары натуральных чисел {\displaystyle \left(a,b\right)}. Чтобы смысл дальнейших определений стал понятен, сразу поясним, что мы намерены в дальнейшем каждую такую пару рассматривать как целое число {\displaystyle a-b,} например, пары {\displaystyle \left(3,2\right)} или {\displaystyle \left(6,5\right)} будут изображать единицу, а пары {\displaystyle \left(1,4\right)} или {\displaystyle \left(8,11\right)} будут изображать {\displaystyle -3.}
Далее определим:
1. Пары {\displaystyle \left(a,b\right)} и {\displaystyle \left(c,d\right)} считаются равными, если {\displaystyle a+d=b+c}. Это связано с тем, что, как показано в примерах, любое целое число можно представить бесконечным числом пар.
2. Сложение: сумма пар {\displaystyle \left(a,b\right)} и {\displaystyle \left(c,d\right)} определяется как пара {\displaystyle \left(a+c,b+d\right)}.
3. Умножение: произведение пар {\displaystyle \left(a,b\right)} и {\displaystyle \left(c,d\right)} определяется как пара {\displaystyle \left(ac+bd,ad+bc\right)}.

Нетрудно проверить, что результаты сложения и умножения не меняются, если любую пару мы заменим на равную ей, то есть новая пара-результат будет равна прежней (в указанном определением 1 смысле равенства). Несложно также убедиться, что описанная структура пар удовлетворяет всему приведённому перечню аксиом целых чисел. Положительные числа моделируются парами {\displaystyle \left(a,b\right)}, в которых {\displaystyle a>b}, ноль изображают пары вида {\displaystyle \left(a,a\right)}, а пары {\displaystyle \left(a,b\right)} с {\displaystyle a<b} соответствуют отрицательным числам.
Эта модель позволяет прояснить, как из аксиом целых чисел однозначно следуют их свойства; покажем это для «правила знаков». Например, умножив два «отрицательных числа» {\displaystyle \left(a,b\right)} и {\displaystyle \left(c,d\right)}, у которых {\displaystyle a<b,\ c<d}, мы по определению получим пару {\displaystyle \left(ac+bd,ad+bc\right)}. Разность {\displaystyle ac+bd-\left(ad+bc\right)} равна {\displaystyle \left(b-a\right)\left(d-c\right)}, это число положительно, поэтому пара-произведение изображает положительное целое число, следовательно, произведение отрицательных чисел положительно. Любое другое правило (скажем, «произведение отрицательных чисел отрицательно») сделало бы теорию целых чисел противоречивой.
Описанная модель доказывает, что приведённая аксиоматика целых чисел непротиворечива. Потому что если бы в ней было противоречие, то это означало бы противоречие и в базовой для данной модели арифметике натуральных чисел, которую мы заранее предположили непротиворечивой.

## Мощность множества
Множество целых чисел бесконечно. Хотя натуральные числа составляют лишь часть множества целых чисел, целых чисел столько же, сколько натуральных, в том смысле, что мощность множества целых чисел такая же, как и множества натуральных — оба они счётные.

## Вариации и обобщения
Некоторые алгебраические структуры по своим свойствам похожи на кольцо целых чисел {\displaystyle \mathbb {Z} }. Среди них:
- Гауссовы целые числа. Это комплексные числа {\displaystyle a+bi}, где {\displaystyle a,b} — целые числа. Для гауссовых чисел, как и для обычных целых, можно определить понятия делителей, простого числа и сравнения по модулю. Справедлив аналог основной теоремы арифметики[42].
- Целые числа Эйзенштейна[43].